# Mamalau (Berg)
Der Mamalau (Lolo Mamalau, Manlau) ist ein 1350 m hoher Berg in Osttimor in der Gemeinde Ainaro. Er bildet das Zentrum der Aldeia Mama-Lau (Suco Mau-Nuno, Verwaltungsamt Ainaro). Der Berg hat eine Höhe von 1350 m. Er ist damit der höchste Punkt des Sucos.